# Люббеке-Йоб, Эмма
Эмма Люббеке-Йоб (нем. Emma Lübbecke-Job; 19 июля 1888, Бонн — 25 марта 1982, Бад-Хомбург) — немецкая пианистка.
Училась в Кёльнской консерватории у Элли Ней. С 1909 г. жена искусствоведа Фрида Люббеке.
Известна многолетним творческим содружеством с композитором Паулем Хиндемитом, познакомившимся и подружившимся с супругами Люббеке в 1915 году. Супругам посвящена Соната № 1 (сонатина) для скрипки и фортепиано, впервые исполненная Люббеке-Йоб и учителем Хиндемита Адольфом Ребнером 2 июня 1919 года во Франкфурте-на-Майне. Кроме того, пианистка стала первой исполнительницей струнного квинтета Op. 7 (6 марта 1918 г., Франкфурт, с квартетом Ребнера) и фортепианного цикла «Однажды ночью… Грёзы и былое» Op.15 (28 февраля 1920 г., Штутгарт), а в 1930 г. сопровождала Хиндемита в его первой поездке в США и 12 октября в Чикаго исполнила премьеру его фортепианного концерта (Чикагским симфоническим оркестром дирижировал Хуго Корчак). Выступала также вместе с Хиндемитом как с альтистом (исполнив, в частности, сонату для альта и фортепиано Артюра Онеггера на фестивале «Дни новой музыки» в Донауэшингене в 1923 году).